# Bufotes cypriensis
Bufotes cypriensis är ett groddjur i familjen paddor som förekommer endemisk på Cypern. Populationen räknades före 2019 till grönfläckig padda.
Arten lever i låglandet och i kulliga regioner upp till 700 meter över havet. Habitatet varierar mellan gräsmarker, träskmarker, buskskogar och skogar. Grodynglens metamorfos sker antagligen lika som hos andra släktmedlemmar.
Beståndet hotas av landskapsförändringar och av bekämpningsmedel. Bufotes cypriensis har ganska bra anpassningsförmåga. IUCN listar arten som nära hotad (NT).